# 籠池佳茂
籠池 佳茂（かごいけ よししげ、1981年〈昭和56年〉 - ）は、日本の実業家。籠池商事株式会社代表取締役。学校法人森友学園元理事長の籠池泰典と籠池諄子夫妻の長男。

## 略歴・人物
大阪府出身。大阪工業大学高等学校（現・常翔学園高等学校）卒業。2004年（平成16年）立命館大学経営学部卒業。参議院議員山谷えり子事務所選挙スタッフや、全国繊維化学食品流通サービス一般労働組合同盟（UAゼンセン同盟）本部職員、東日本ハウス（現日本ハウスホールディングス）創業者の中村功会長付トップセールスマンなどを経て現職。大阪工大高時代はラグビー部に所属し、1998年度の第78回全国大会で準優勝したという。

## 著書
- 『籠池家を囲むこんな人たち』（青林堂、2019年）

### 共著
- 『JAPANISM（ジャパニズム）』52号（青林堂、2019年）